# Premio letterario nazionale per la donna scrittrice
Der Premio letterario nazionale per la donna scrittrice ist ein italienischer Literaturpreis, der 1985 erstmalig vergeben wurde. Ins Leben gerufen wurde er von dem Journalisten Pier Antonio Zannoni. Er wollte damit Schriftstellerinnen ermutigen und ihre Arbeit würdigen.

## Geschichte

### Die Anfänge
Seit 1962 wurde in Rapallo jährlich der Preis „Rapallo-Prove“ verliehen, der von dem Schriftsteller Nino Palumbo ins Leben gerufen und bis 1983 von ihm koordiniert wurde. Da man in Rapallo also daran gewöhnt war, einen nationalen Literaturwettbewerb auszurichten, hatte Pier Antonio Zannoni bei der Stadtverwaltung Erfolg mit seiner Initiative, einen Preis für belletristische Veröffentlichungen ausschließlich für Schriftstellerinnen auszurufen.
Die Jury des Premio letterario nazionale per la donna scrittrice, die sich aus Schriftstellern, Universitätsprofessoren und Literaturkritikern zusammensetzt, nominiert aus den Einsendungen drei Werke. Die Jury aus Fachleuten und eine Publikumsjury zeichnen anschließend eine der Nominierungen aus. Bei der Preisverleihung werden neben dem Hauptpreis auch der Sonderpreis der Jury verliehen. Seit 1992 wird auch der Preis für das Erstlingswerk vergeben. Pier Antonio Zannoni ist der alleinige Verantwortliche für die Vergabe der Plakette und war bisher an allen Preisvergaben beteiligt.
Von der ersten bis zur 37. Preisvergabe organisierte die Stadt Rapallo die Preisverleihung, von der siebten bis zur 34. Preisvergabe, war auch die Banca Carige Sponsor des Preises. So wurde der Preis auch Premio Rapallo, Premio Carige Rapallo oder einfach Rapallo Carige genannt.

### Seit 2020
Im Frühjahr 2022 wurde eine Aussetzung des Preises verkündet, da es zwischen der Stadt Rapallo und dem Organisator zu Unstimmigkeiten gekommen war.
Am 4. April 2023 fand die 38. Vergabe des Premio letterario nazionale per la donna scrittrice statt, diesmal gefördert von der Gemeinde Savona, die die Organisation dem Teatro dell'Opera Giocosa anvertraut hatte.
Die 39. Preisverleihung wurde von der Stadt Genua organisiert. Die Fachjury besteht aus dem Präsidenten Elvio Guagnini, aus Maria Pia Ammirati, Simona Baldelli, Mario Baudino, Francesco De Nicola, Luigi Mascheroni, Ermanno Paccagnini, Mirella Serri, Camilla Tagliabue und Pier Antonio Zannoni. Die Kürung des Hauptpreises wird am 8. März 2025 im Palazzo Ducale stattfinden.

## Preisträgerinnen
Die Preisträgerinnen im Überblick.
| Nr. | Jahr    | Hauptpreis                                                    | Jurypreis | Preis für das Erstlingswerk                                                   | Sonderpreis |
| --- | ------- | ------------------------------------------------------------- | --- | ----------------------------------------------------------------------------- | --- |
| 1   | 1985    | Virginia Galante Garrone – L’ora del tempo (Garzanti)         | Grazia Livi – Da una stanza all'altra (Garzanti)                                                                               | –                                                                             | – |
| 2   | 1986    | Giuliana Berlinguer – Una per sei (Camunia)                   | Edoarda Masi – Il libro da nascondere (Marietti)                                                                               | –                                                                             | – |
| 3   | 1987    | Gina Lagorio – Golfo del paradiso (Garzanti)                  | Sylvana de Riva – Profili (Bompiani)                                                                                           | –                                                                             | – |
| 4   | 1988    | Rosetta Loy – Le strade di polvere (Einaudi)                  | Francesca Sanvitale – La realtà è un dono (Mondadori)                                                                          | –                                                                             | – |
| 5   | 1989    | Edith Bruck – Lettera alla madre (Garzanti)                   | Roberta De Monticelli – Il richiamo della persuasione (Marietti)                                                               | –                                                                             | – |
| 6   | 1990    | Paola Capriolo – Il nocchiero (Feltrinelli)                   | Fleur Jaeggy – I beati anni del castigo (Adelphi)                                                                              | –                                                                             | – |
| 7   | 1991    | Armanda Guiducci – Virginia e l’angelo (Longanesi)            | Adriana Zarri – Apologario. Le favole di Samarcanda (Camunia)                                                                  | –                                                                             | – |
| 8   | 1992    | Susanna Tamaro – Per voce sola (Marsilio)                     | Anna Maria Ortese – La lente scura (Marcos y Marcos)                                                                           | Cristina Comencini – Le pagine strappate (Feltrinelli)                        | – |
| 9   | 1993    | Camilla Salvago Raggi – Prima del fuoco (Longanesi)           | Dacia Maraini – Bagheria (Rizzoli)                                                                                             | Carmen Covito – La bruttina stagionata (Bompiani)                             | – |
| 10  | 1994    | Laura Mancinelli – Gli occhi dell’imperatore (Einaudi)        | Marisa Volpi – La casa di via Tolmino (Garzanti)                                                                               | Margaret Mazzantini – Il catino di zinco (Marsilio)                           | – |
| 11  | 1995    | Sandra Verda – Il male addosso (Bollati Boringhieri)          | Paola Capriolo – La spettatrice (Bompiani)                                                                                     | Silvana Quadrino – La torta senza candeline (Feltrinelli)                     | – |
| 12  | 1996    | Helga Schneider – Il rogo di Berlino (Adelphi)                | Serena Vitale – Il bottone di Puškin (Adelphi)                                                                                 | Marisa Fenoglio – Casa Fenoglio (Sellerio)                                    | – |
| 13  | 1997    | Francesca Duranti – Sogni mancini (Rizzoli)                   | Maria Corti – Ombre dal fondo (Einaudi)                                                                                        | Chiara Zocchi – Olga (Garzanti)                                               | Alice Sturiale – Il libro di Alice (Rizzoli)                                                                            |
| 14  | 1998    | Romana Petri – Alle case venie (Marsilio)                     | Rosetta Loy – La parola ebreo (Einaudi)                                                                                        | Gloria Chilanti – Bandiera rossa e borsa nera (Mursia)                        | |
| 15  | 1999    | Anna Maria Mori und Nelida Milani – Bora (Frassinelli)        | Marisa Fenoglio – Vivere altrove (Sellerio)                                                                                    | Cecilia Chailly – Era dell’amore (Bompiani)                                   | |
| 16  | 2000    | Renata Pisu – La via della Cina (Sperling & Kupfer)           | Liana Millu – Dopo il fumo (Morcelliana)                                                                                       | Federica Fantozzi – Caccia a Emy (Marsilio)                                   | |
| 17  | 2001    | Paola Mastrocola – La gallina volante (Guanda)                | Elena Gianini Belotti – Voli (Feltrinelli)                                                                                     | Caterina Bonvicini – Penelope per gioco (Einaudi)                             | |
| 18  | 2002    | Margaret Mazzantini – Non ti muovere (Mondadori)              | Giuliana Morandini – Sospiri e palpiti (Marietti 1820)                                                                         | Marlisa Trombetta – La mamma cattiva (Marsilio)                               | |
| 19  | 2003    | Francesca Marciano – Casa Rossa (Longanesi)                   | Sandra Petrignani – La scrittrice abita qui (Neri Pozza)                                                                       | Chiara Marchelli – Angeli e cani (Marsilio)                                   | |
| 20  | 2004    | Francesca Duranti – L’ultimo viaggio della Canaria (Marsilio) | Agnese Moro – Un uomo così (Rizzoli)                                                                                           | Laura Bocci – Di seconda mano (Rizzoli)                                       | |
| 21  | 2005    | Patrizia Bisi – Daimon (Einaudi)                              | Cristina Comencini – La bestia nel cuore (Feltrinelli)                                                                         | Luciana Capretti – Ghibli (Rizzoli)                                           | Premio straordinario (nel ricordo di Giorgio Calcagno): Monica Maggioni – Dentro la guerra (Longanesi)                  |
| 22  | 2006    | Silvia Ballestra – La seconda Dora (Rizzoli)                  | Cristina Comencini – La bestia nel cuore (Feltrinelli);                                                                        | Ornela Vorpsi – Il paese dove non si muore mai (Einaudi)                      | Premio 60º della Repubblica italiana: Tina Anselmi und Anna Vinci – Storia di una passione politica (Sperling & Kupfer) |
| 23  | 2007    | Brunella Schisa – La donna in nero (Garzanti)                 | Lina Wertmüller – Arcangela Felice Assunta Job Wertmüller von Elgg Espanol von Branchcich - cioè Lina Wertmüller (Frassinelli) | Rosella Postorino – La stanza di sopra (Neri Pozza)                           | |
| 24  | 2008    | Caterina Bonvicini – L’equilibrio degli squali (Garzanti)     | Laura Pariani – Dio non ama i bambini (Einaudi)                                                                                | Eliana Bouchard – Louise (Bollati Boringhieri)                                | |
| 25  | 2009    | Daria Bignardi – Non vi lascerò orfani (Mondadori)            | Simonetta Agnello Hornby – Vento scomposto (Feltrinelli)                                                                       | Marella Caracciolo Chia – Una parentesi luminosa (Adelphi)                    | Premio internazionale XXV anno: Almudena Grandes – Cuore di ghiaccio (Tusquets editores)                                |
| 26  | 2010    | Benedetta Cibrario – Sotto cieli noncuranti (Feltrinelli)     | Valentina Fortichiari – Lezione di nuoto (Guanda)                                                                              | Teresa De Sio – Metti il diavolo a ballare (Einaudi)                          | |
| 27  | 2011    | Federica Manzon – Di fama e di sventura (Mondadori)           | Franca Valeri – Bugiarda no, reticente (Einaudi)                                                                               | Viola Di Grado – Settanta acrilico trenta lana (E/O)                          | |
| 28  | 2012    | Francesca Melandri – Più alto del mare (Rizzoli)              | Edith Bruck – La donna dal cappotto verde (Garzanti)                                                                           | Irene Di Caccamo – L’amore imperfetto (Edizioni Nutrimenti)                   | |
| 29  | 2013    | Emanuela Abbadessa – Capo Scirocco (Rizzoli)                  | Serena Dandini – Ferite a morte (Rizzoli)                                                                                      | Maria Perosino – Io viaggio da sola (Einaudi)                                 | |
| 30  | 2014    | Emmanuelle de Villepin – La vita che scorre (Longanesi)       | Marta Morazzoni – Il fuoco di Jeanne (Guanda)                                                                                  | Giuliana Altamura – Corpi di gloria (Marsilio)                                | |
| 31  | 2015    | Valentina D'Urbano – Quella vita che ci manca (Longanesi)     | Lia Levi – Il braccialetto (E/O)                                                                                               | Carmen Pellegrino – Cade la terra (Giunti)                                    | |
| 32  | 2016    | Sara Rattaro – Splendi più che puoi (Garzanti)                | Pia Pera – Al giardino ancora non l’ho detto (Ponte alle Grazie)                                                               | Evita Greco – Il rumore delle cose che iniziano (Rizzoli)                     | |
| 33  | 2017    | Anilda Ibrahimi - Il tuo nome è una promessa (Einaudi)        | Camilla Salvago Raggi – Volevo morire a vent’anni (Edizioni Lindau)                                                            | Valentina Farinaccio – La strada del ritorno è sempre più corta (Mondadori)   | |
| 34  | 2018    | Rosella Postorino – Le assaggiatrici (Feltrinelli)            | Ilaria Scarioni – Quello che mi manca per essere intera (Mondadori)                                                            | Sabrina Nobile – Per metà fuoco per metà abbandono (Sem)                      | |
| 35  | 2019    | Cinzia Leone - Ti rubo la vita (Mondadori)                    | Susanna Tamaro – Il tuo sguardo illumina il mondo (Solferino)                                                                  | Cristina Marconi – Città irreale (Ponte alle Grazie)                          | |
|     | 2020    | keine Verleihung                                              | |                                                                               | |
| 36  | 2021    | Simona Vinci – Mai più sola nel bosco (Marsilio)              | Romana Petri – Figlio del lupo (Mondadori)                                                                                     | Irene Salvatori – Non è vero che non siamo stati felici (Bollati Boringhieri) | |
| 37  | 2022    | Ilaria Tuti – Fiore di roccia (Longanesi)                     | Nadeesha Uyangoda – L’unica persona nera nella stanza (Edizioni 66THA2ND)                                                      | Martina Merletti – Ciò che nel silenzio non tace (Einaudi)                    | |
| 38  | 2023    | Simona Baldelli – Il pozzo delle bambole (Sellerio)           | Rosella Postorino – Mi limitavo ad amare te (Feltrinelli)                                                                      | Greta Pavan – Quasi niente sbagliato (Bollati Boringhieri)                    | |
| 39  | 2024/25 |                                                               | Sveva Casati Modignani – Lui, lei e il Paradiso (Sperling & Kupfer)                                                            | Marta Aidala – La strangera (Guanda)                                          | |

## Sekundärliteratur
- Cinzia Tani: Premiopoli. Un indice ragionato dei premi letterari, Arnoldo Mondadori Editore, Milano 1987, S. 158–159.
- Francesco De Nicola: La narrativa femminile ligure e il premio di Rapallo. In: Scrittrici d’Italia. Atti del Convegno Nazionale di Studi. Rapallo, 1994, Costa & Nolan, Genua 1995.